# MY STORY Classical
『MY STORY Classical』（マイ・ストーリー・クラシカル）は、日本の歌手・浜崎あゆみのリミックス・アルバム。2005年3月24日にavex traxより発売。

## 解説
リミックスアルバムとしては『RMX WORKS』から約半年ぶりのリリース。
本作は、6枚目のオリジナルアルバム『MY STORY』の収録曲をクラシック調にアレンジした作品で、佐渡裕指揮のパリ、ラムルー管弦楽団が演奏を担当している。
ボーナス・トラックの「A Song is born」は、本作の発売日に行われた日本国際博覧会開会式にて、EXPOスーパーワールドオーケストラ（佐渡裕指揮）とともに披露した、オーケストラアレンジのインストゥルメンタルバージョンである。

## 収録曲
1. WONDERLAND "Classical Version" [5:22]
Arrangement：Keiichi Oku
2. Moments "Classical Version" [5:24]
Arrangement：Toshiyuki Watanabe
3. HAPPY ENDING "Classical Version" [4:49]
Arrangement：Tatsuya Murayama
4. GAME "Classical Version" [4:28]
Arrangement：Ken Shima
5. HOPE or PAIN "Classical Version" [4:34]
Arrangement：Neko Saito
6. Kaleidoscope "Classical Version" [5:41]
Arrangement：Kazunori Miyake
7. CAROLS "Classical Version" [5:43]
Arrangement：Yutaka Takizawa
8. walking proud "Classical Version" [4:59]
Arrangement：Michiru Oshima
9. Catcher In The Light "Classical Version" [5:34]
Arrangement：Kow Otani
10. HONEY "Classical Version" [5:11]
Arrangement：Tatsuya Murayama
11. winding road "Classical Version" [5:16]
Arrangement：Hiroyoshi Nagayama
12. A Song is born "Classical Version -Instrumental-" [5:37]
Arrangement：Toshiyuki Watanabe
ボーナストラック。本作はヴォーカルが抜かれている。